# Обратный маятник

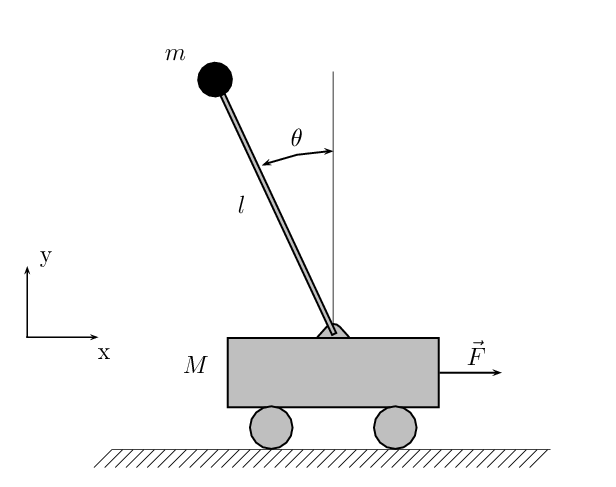
Схематическое изображение перевёрнутого маятника на тележке. Стержень не обладает массой. Массу тележки и массу шара на конце стержня обозначим через М и m. Стержень имеет длину l.

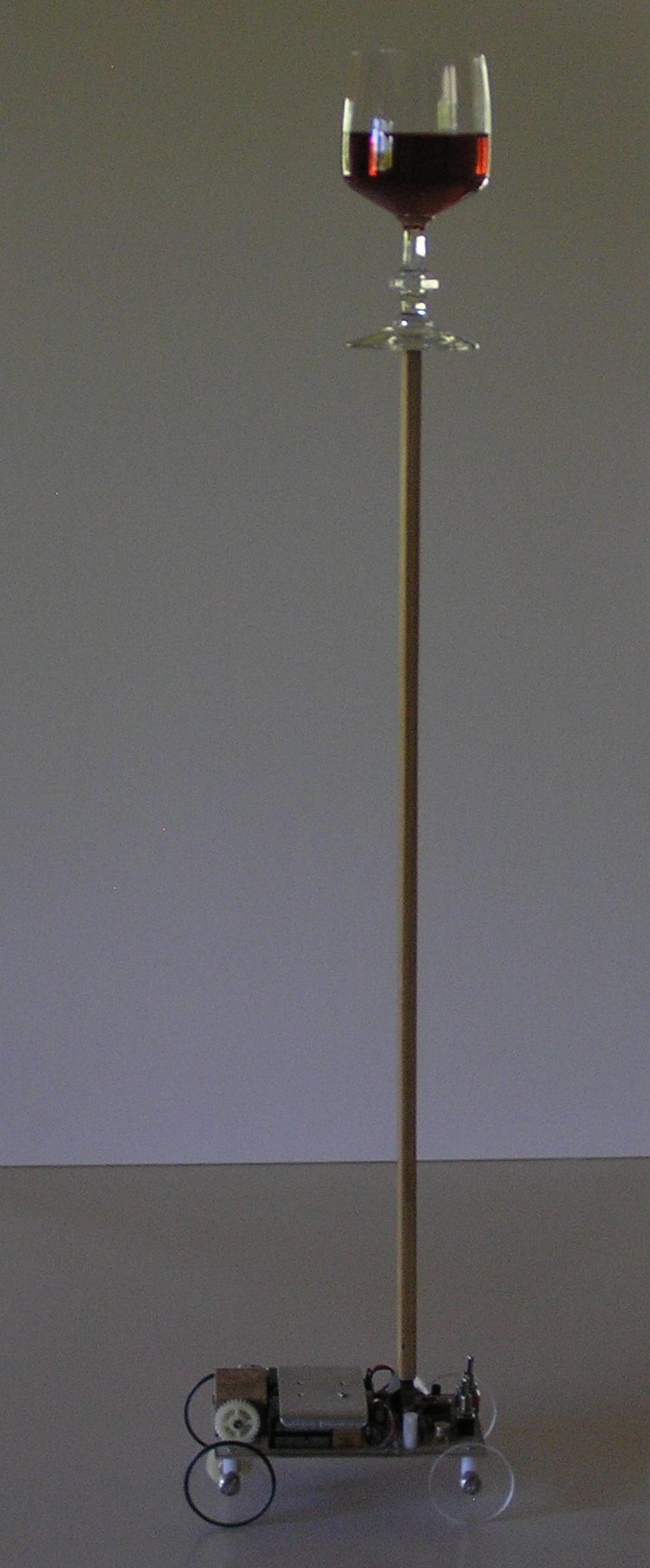
Балансировка с бокалом вина, установленным на робота

Перевёрнутый маятник — устройство, представляющее собой маятник, который имеет центр масс выше своей точки опоры, закреплённый на конце жёсткого стержня. Часто точка опоры закрепляется на тележке, которая может перемещаться по горизонтали. В то время как нормальный маятник устойчиво висит вниз, обратный маятник по своей природе неустойчивый и должен постоянно балансироваться чтобы оставаться в вертикальном положении, с помощью применения крутящего момента к опорной точке или при перемещении точки опоры по горизонтали, как части обратной связи системы. Простейшим демонстрационным примером может являться балансировка карандаша на конце пальца.

## Обзор
Перевёрнутый маятник является классической проблемой динамики и теории управления и широко используется в качестве эталона для тестирования алгоритмов управления (ПИД-регуляторов, нейронных сетей, нечёткого управления и т. д.).
Проблема обратного маятника связана с наведением ракет, так как двигатель ракеты расположен ниже центра тяжести, вызывая нестабильность. Эта же проблема решена, например, в сегвее, самобалансирующемся транспортном устройстве.
Другим способом стабилизации обратного маятника является быстрое колебание основания в вертикальной плоскости. В этом случае можно обойтись без обратной связи. Если колебания достаточно сильные (в смысле величины ускорения и амплитуды), то обратный маятник может стабилизироваться. Если движущаяся точка колеблется в соответствии с простыми гармоническими колебаниями, то движение маятника описывается функцией Матьё.

## Уравнения движения

### С неподвижной точкой опоры
Уравнение движения аналогично прямому маятнику за исключением того, что знак углового положения измеряется от вертикальной позиции неустойчивого равновесия:
{\displaystyle {\ddot {\theta }}-{g \over \ell }\sin \theta =0}
При переносе он будет иметь тот же знак углового ускорения:
{\displaystyle {\ddot {\theta }}={g \over \ell }\sin \theta }
Таким образом, обратный маятник будет ускоряться от вертикального неустойчивого равновесия в противоположную сторону, а ускорение будет обратно пропорционально длине. Высокий маятник падает медленнее, чем короткий.

### Маятник на тележке
Уравнения движения могут быть получены с использованием уравнений Лагранжа. Речь идёт об приведённом выше рисунке, где {\displaystyle \theta (t)} угол маятника длиной {\displaystyle l} по отношению к вертикали и действующей силе гравитации и внешних сил {\displaystyle F} в направлении {\displaystyle x}. Определим {\displaystyle x(t)} положение тележки. Лагранжиан {\displaystyle L=T-V} системы:
{\displaystyle L={\frac {1}{2}}Mv_{1}^{2}+{\frac {1}{2}}mv_{2}^{2}-mg\ell \cos \theta }
где {\displaystyle v_{1}} является скоростью тележки, а {\displaystyle v_{2}} - скорость материальной точки {\displaystyle m}.
{\displaystyle v_{1}} и {\displaystyle v_{2}} может быть выражена через {\displaystyle x} и {\displaystyle \theta } путём записи скорости как первой производной положения.
{\displaystyle v_{1}^{2}={\dot {x}}^{2}}
{\displaystyle v_{2}^{2}=\left({\frac {d}{dt}}{\left(x-\ell \sin \theta \right)}\right)^{2}+\left({\frac {d}{dt}}{\left(\ell \cos \theta \right)}\right)^{2}}
Упрощение выражения {\displaystyle v_{2}} приводит к:
{\displaystyle v_{2}^{2}={\dot {x}}^{2}-2\ell {\dot {x}}{\dot {\theta }}\cos \theta +\ell ^{2}{\dot {\theta }}^{2}}
Лагранжиан теперь определяется по формуле:
{\displaystyle L={\frac {1}{2}}\left(M+m\right){\dot {x}}^{2}-m\ell {\dot {x}}{\dot {\theta }}\cos \theta +{\frac {1}{2}}m\ell ^{2}{\dot {\theta }}^{2}-mg\ell \cos \theta }
и уравнения движения:
{\displaystyle {\frac {\mathrm {d} }{\mathrm {d} t}}{\partial {L} \over \partial {\dot {x}}}-{\partial {L} \over \partial x}=F}
{\displaystyle {\frac {\mathrm {d} }{\mathrm {d} t}}{\partial {L} \over \partial {\dot {\theta }}}-{\partial {L} \over \partial \theta }=0}
Подстановка {\displaystyle L} в эти выражения с последующим упрощением приводит к уравнениям, описывающим движение обратного маятника:
{\displaystyle \left(M+m\right){\ddot {x}}-m\ell {\ddot {\theta }}\cos \theta +m\ell {\dot {\theta }}^{2}\sin \theta =F}
{\displaystyle \ell {\ddot {\theta }}-g\sin \theta ={\ddot {x}}\cos \theta }
Эти уравнения являются нелинейными, но, поскольку цель системы управления - удерживать маятник вертикально, то уравнения можно линеаризовать, приняв {\displaystyle \theta \approx 0}.

### Маятник с колеблющимся основанием
Уравнение движения для такого маятника связано с безмассовой осциллирующей базой и получено так же, как для маятника на тележке. Положение материальной точки определяется по формуле:
{\displaystyle \left(-\ell \sin \theta ,y+\ell \cos \theta \right)}
и скорость найдена через первую производную позиции:
{\displaystyle v^{2}={\dot {y}}^{2}-2\ell {\dot {y}}{\dot {\theta }}\sin \theta +\ell ^{2}{\dot {\theta }}^{2}.}
Лагранжиан для этой системы можно записать в виде:
{\displaystyle L={\frac {1}{2}}m\left({\dot {y}}^{2}-2\ell {\dot {y}}{\dot {\theta }}\sin \theta +\ell ^{2}{\dot {\theta }}^{2}\right)-mg\left(y+\ell \cos \theta \right)}
уравнения движения следуют из:
{\displaystyle {\mathrm {d}  \over \mathrm {d} t}{\partial {L} \over \partial {\dot {\theta }}}-{\partial {L} \over \partial \theta }=0}
в результате:
{\displaystyle \ell {\ddot {\theta }}-{\ddot {y}}\sin \theta =g\sin \theta .}
Если y колеблется в соответствии с простыми гармоническими колебаниями, {\displaystyle y=A\sin \omega t}, то получаем дифференциальное уравнение:
{\displaystyle {\ddot {\theta }}-{g \over \ell }\sin \theta =-{A \over \ell }\omega ^{2}\sin \omega t\sin \theta .}
Это уравнение не имеет элементарного решения в замкнутом виде, но может быть изучено во множестве направлений. Оно близкого к уравнению Матье, например, когда амплитуда колебаний мала. Анализ показывает, что маятник остается в вертикальном положении при быстрых колебаниях. Первый график показывает, что при медленно колеблющимся {\displaystyle y}, маятник быстро падает, после выхода из устойчивого вертикального положения.
 Если {\displaystyle y} быстро колеблется, то маятник может быть стабилен около вертикальной позиции. Второй график показывает, что, после выхода из устойчивого вертикального положения, маятник теперь начинает колебаться вокруг вертикальной позиции ({\displaystyle \theta =0}).Отклонение от вертикального положения остается мало, и маятник не падает.

## Применение
Примером является балансировка людей и предметов, например в акробатике или катание на одноколесном велосипеде. А также сегве́й — электрический самобалансирующийся самокат с двумя колёсами.

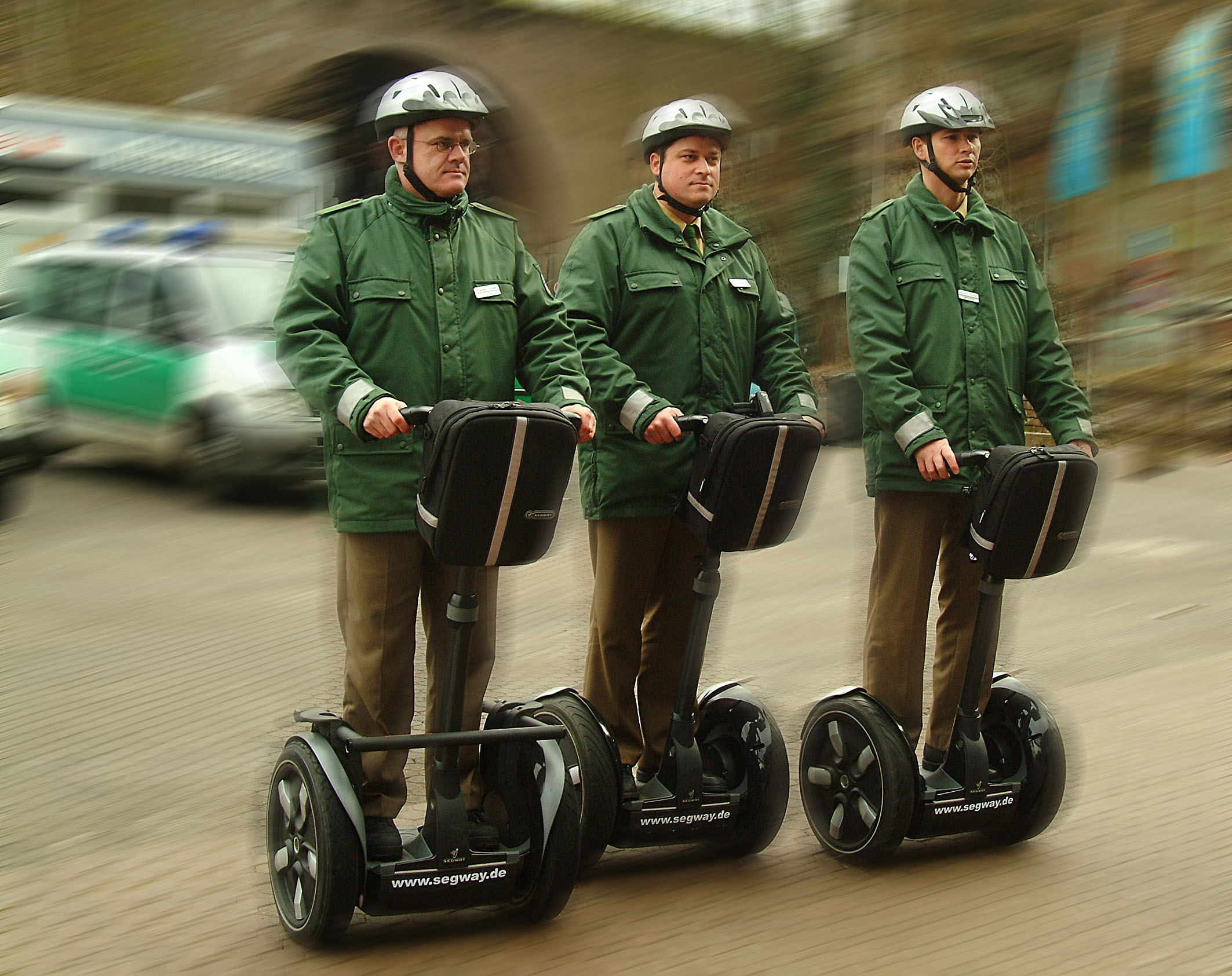
Немецкая полиция на сегвеях.

Перевернутый маятник был центральным компонентом в разработке нескольких ранних сейсмографов.

## Дальнейшее чтение
- Franklin; et al. (2005). Feedback control of dynamic systems, 5, Prentice Hall. ISBN 0-13-149930-0